# Instituto de Seguridad del Trabajo
El IST es una corporación de carácter Mutual, que tiene por fin administrar, sin fines de lucro, el Seguro Social contra Riesgos de Accidentes del Trabajo y Enfermedades Profesionales, de acuerdo a las disposiciones de la Ley n° 16.744, respecto de sus empresas adherentes y de sus trabajadores afiliados.
Sus actividades son controladas por la Superintendencia de Seguridad Social.

## Historia
El 31 de diciembre de 1957 los empresarios de la Asociación de Industriales de Valparaíso y Aconcagua (ASIVA) crearon la primera mutualidad de empleadores de Chile bajo el nombre “Instituto de Seguridad de Asiva”, creando las bases del sistema de mutualidades Chileno. El Instituto estaba especializado en la prevención de accidentes de trabajo, la recuperación del empleado y obrero lisiado, con la finalidad de proporcionar servicios de previsión y atención médica en beneficio de los empleados, obreros y sus familias.
En 1965, ya con el nombre IST, contaba con 125 empresas adherentes, 12.500 trabajadores afiliados, adelantándose a la Ley 16.744 que haría obligatoria la afiliación y que no se promulgó hasta 1968.
A la fecha, el IST cuenta con una red nacional hospitalaria y de atención de salud, desde Arica a Punta Arenas, conformada por hospitales clínicos, centros de atención integrales de salud y otras instituciones en convenio.

## Prestaciones
El IST se encuentra obligado a entregar las siguientes prestaciones:

### Económicas
Producidas por incapacidad, invalidez o muerte.

### Prevención de riesgos
Apoya las actividades de prevención de riesgos en el interior de las empresas adherentes, para mejorar los estándares de seguridad, el control de pérdidas, el cuidado del medio ambiente y la calidad de vida de los trabajadores.

### Prestaciones médicas
El trabajador accidentado o enfermo profesional tiene derecho a las prestaciones médicas necesarias que se le otorgarán gratuitamente hasta su curación completa o mientras subsistan los síntomas de las secuelas causadas por enfermedad o accidente laboral.

## Sistemas de Gestión
La Gerencia de Sistemas de Gestión colabora con las empresas adherentes en el diseño, implementación, mantención y mejora de sistemas de gestión, que aporten en forma sinérgica a la seguridad de las personas y la salud ocupacional, generando mejoras en los valores organizacionales y la cultura empresarial. Para ello se trabaja en las siguientes líneas de acción: 
- Desarrollo de proyectos de alcance nacional, dirigidos a empresas clientes que cuenten con centros de trabajo en todo el país y cuyo objetivo sea lograr mejoras en sus estándares de seguridad, salud ocupacional y medio ambiente, junto a un avance en los procesos de sistematización y estandarización de su trabajo preventivo.
- Consultoría especializada en Sistemas de Gestión para empresas clientes que posean sistemas ya implementados y cuyo propósito sea integrar la seguridad, salud ocupacional, medio ambiente y calidad como un todo, buscando tener un sistema integrado que se enfoque en la mejora continua y en desempeños de alto nivel

Programa PASSO, basado en la norma OHSAS 18001
Programa PGA, basado en la norma ISO 14001
Norma ISO 9001
Programa PMM

## Acciones Preventivas
Son todas las actividades y acciones tendientes a evitar y controlar la ocurrencia de accidentes del trabajo y enfermedades profesionales en las empresas adherentes y se dividen en las disciplinas:

### Seguridad Industrial
Su tarea es diagnosticar las causas de los accidentes en los ambientes de trabajo y aplicar, en conjunto con las empresas, los productos preventivos diseñados para controlarlas, evitando con ello la ocurrencia de nuevos accidentes del trabajo

### Salud Ocupacional
Evalúa y controla los factores de riesgo presentes en el ambiente laboral, para prevenir las enfermedades y accidentes de trabajo, junto con el agravamiento de las enfermedades preexistentes.
También se ocupa de promover el bienestar y capacitar a los trabajadores en la adaptación a sus labores

### Ergonomía
La ergonomía elimina las barreras que se oponen a un trabajo seguro, productivo y de calidad mediante el adecuado ajuste de productos, tareas y ambientes a la persona.
Los ergónomos contribuyen al diseño y evaluación de tareas, trabajos, productos, ambientes y sistemas, en orden de hacerlos compatibles con las necesidades, habilidades y limitaciones de las personas.
El enfoque ergonómico pone las necesidades y capacidades humanas como el foco del diseño de sistemas tecnológicos. Su propósito es asegurar que los humanos y la tecnología trabajen en completa armonía.
Existen dos áreas principales:
Ergonomía Física
Se preocupa de las características anatómicas, antropométricas, fisiológicas y biomecánicas del ser humano en tanto que se relacionan con la actividad física, como las posturas de trabajo, el manejo manual de materiales, los movimientos repetidos, lesiones músculo-tendinosas (LMT) de origen laboral, diseño de puestos de trabajo, seguridad y salud ocupacional
Ergonomía Organizacional
Busca la optimización de sistemas socio técnicos, incluyendo estructura organizacional, las políticas y los procesos. Incluye aspectos de la comunicación, la gerencia de recursos humanos, el diseño de tareas, el diseño de horas laborables y trabajo en turnos, el trabajo en equipo, el diseño participativo, la ergonomía comunitaria, el trabajo cooperativo, los nuevos paradigmas del trabajo, las organizaciones virtuales, el teletrabajo y el aseguramiento de la calidad.

## Higiene Industrial
Consiste en reconocer, evaluar y controlar en conjunto con la empresa, los riesgos de contraer una enfermedad profesional como consecuencia del ejercicio del trabajo. Este proceso incluye:
- Identificar los peligros higiénicos (agentes) existentes en un área, recinto, proceso y/o tarea.
- Identificar los diferentes ambientes de trabajo (puestos de trabajo en contacto con el agente) o grupos homogéneos de riesgo.
- Identificar los tiempos de contacto (tiempos de exposición, ciclos de exposición).
- Identificar la intensidad del contacto en esos tiempos (niveles, concentración).
- Evaluar si la exposición al agente tiene el potencial de provocar una enfermedad profesional.
- Definir las mejores alternativas para mantener controlado el riesgo.
- Verificar que las alternativas seleccionadas cumplan su cometido.

## Comités Paritarios
El IST apoya  el trabajo de los Comités Paritarios de Higiene y Seguridad (CPHS), de diferentes maneras ayudando a la empresa a dar cumplimiento a una exigencia legal así como falcultándolas para optar a importantes beneficios que son posibles de obtener bajo el concepto de “Punto de Encuentro”, que es la filosofía que IST ha desarrollado para enfocar el funcionamiento de estos organismos. Un lugar donde convergen las ideas y experiencias de sus integrantes para contribuir a la creación de ambientes de trabajo más gratos, más seguros y más productivos, favoreciendo, de esta forma, a alcanzar una cultura preventiva al interior de las empresas.
- Datos: Q18820063